# Кайзерхоф
Отель «Кайзерхоф» (нем. Hotel Kaiserhof — букв. «Кайзерский двор») — первая берлинская гостиница класса «люкс». Располагалась в старом правительственном квартале напротив рейхсканцелярии по адресу Вильгельмплац, 3/5. Гостиница открылась в октябре 1875 года и была разрушена в результате бомбардировки 23 ноября 1943 года.

## История

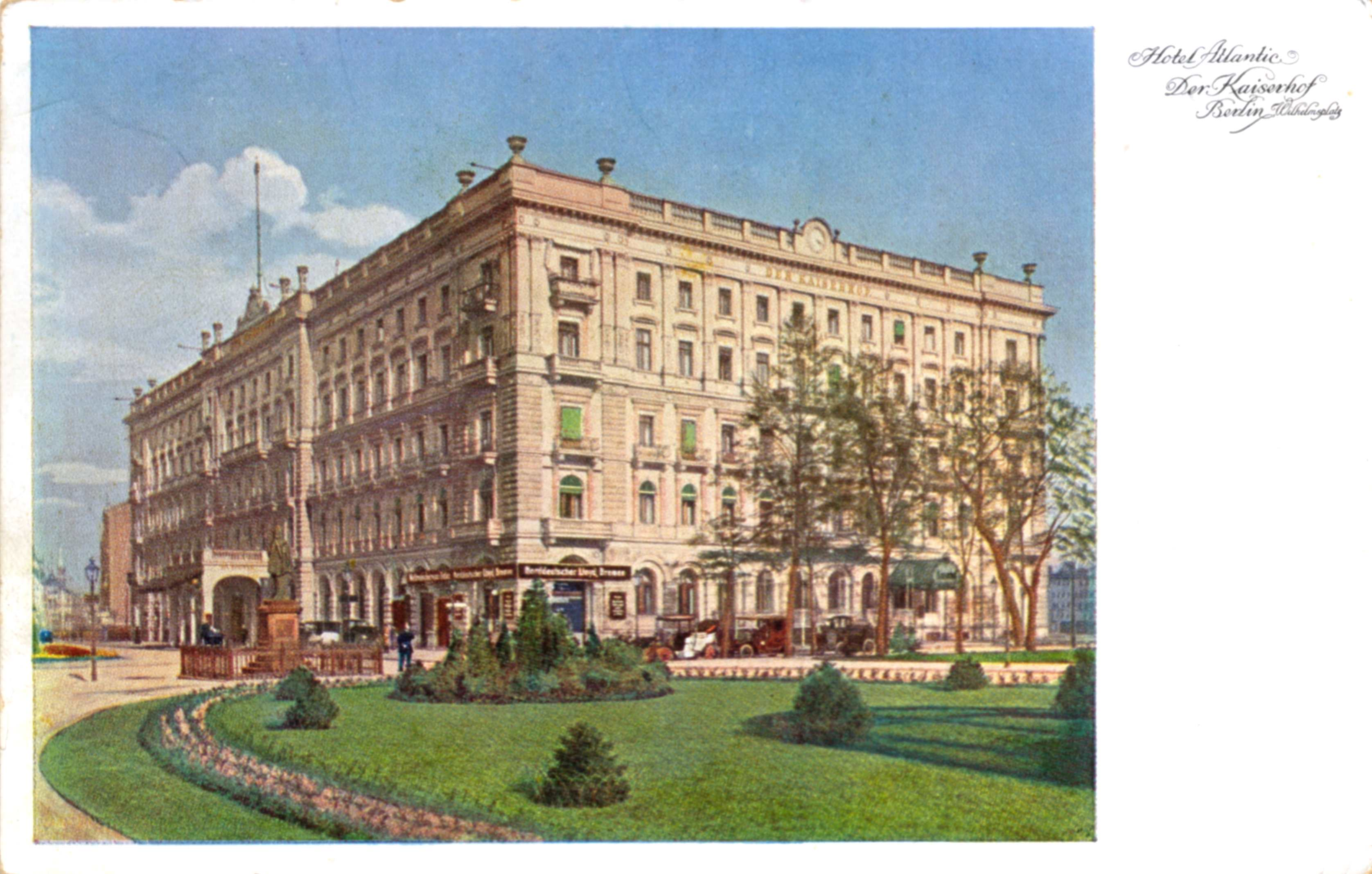
Отель «Кайзерхоф». 1900

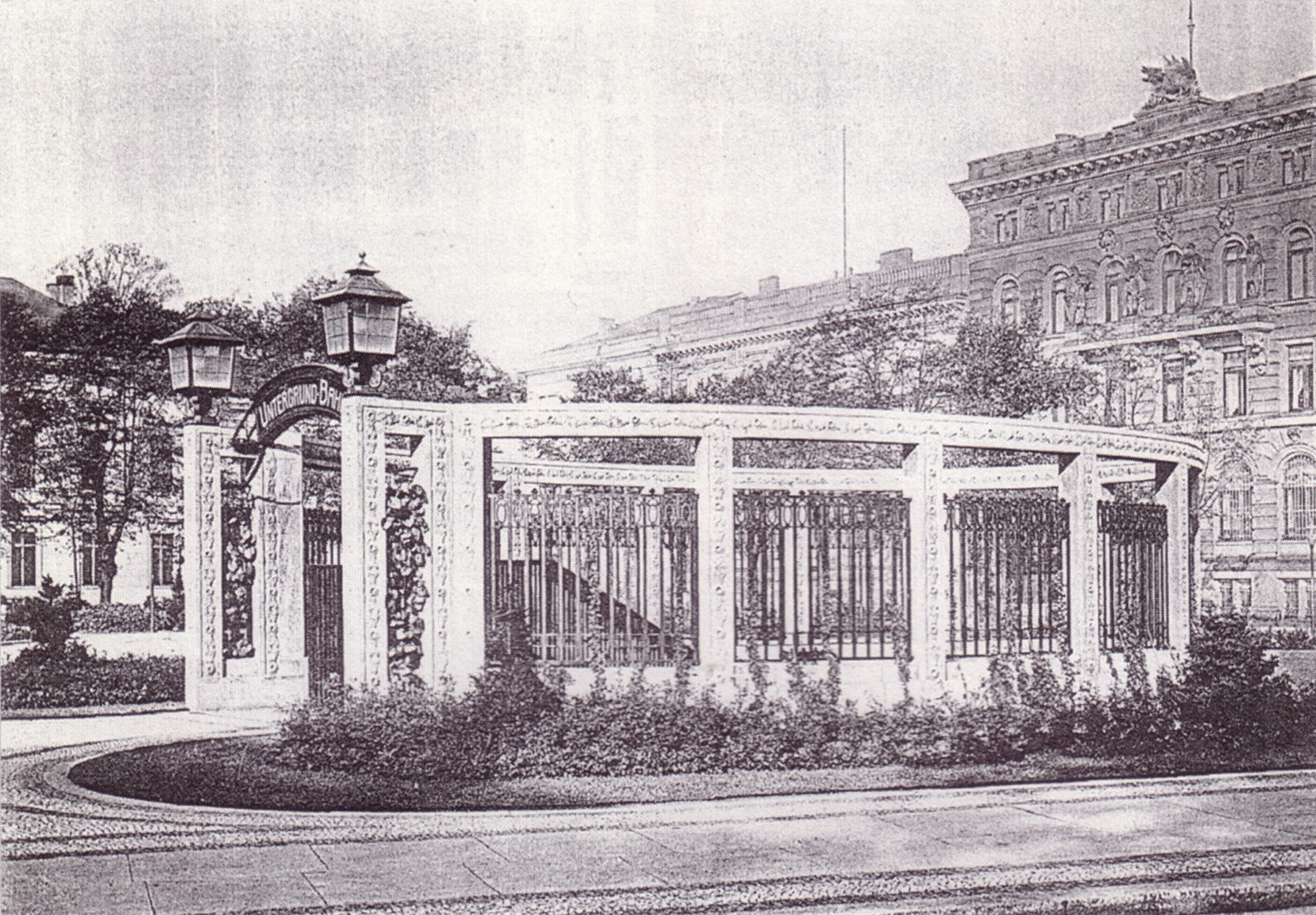
Внешний вид входа на станцию подземки «Кайзерхоф» соответствовал благородному окружению

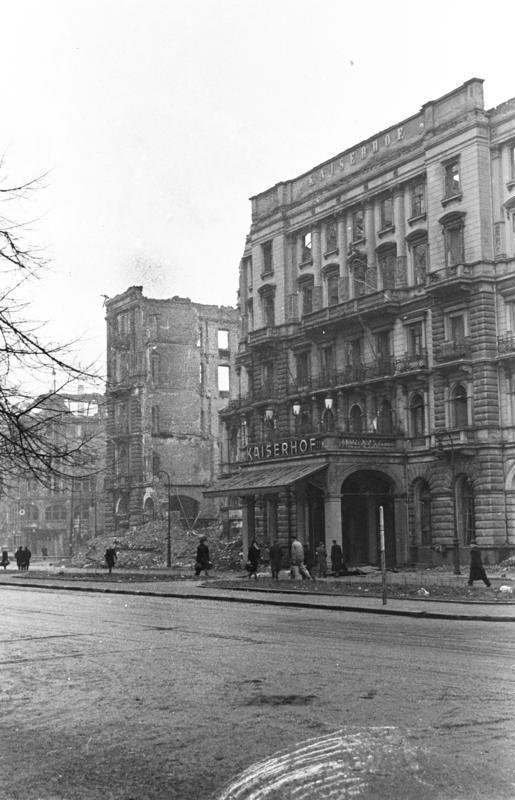
Вид разрушенного отеля «Кайзерхоф»

Отель был возведён основанной в 1872 году компанией Berliner Hotel AG. Проект был разработан архитектурным бюро von der Hude & Hennicke. Буквально через несколько дней после открытия в октябре 1875 года в гостинице вспыхнул крупный пожар. Отремонтированная после пожара гостиница открылась в 1876 году.
Для размещения гостей «Кайзерхоф» располагал 260 номерами с современной роскошной обстановкой. Это была первая берлинская гостиница, где в номера было проведено электричество, были оборудованы ванные комнаты и даже установлен телефон. Кроме того, в отеле работало паровое отопление, пневматические лифты и для того времени ультрасовременные газовые плиты. Электричество поступало со второй берлинской электростанции на улице Мауэрштрассе, построенной компанией Siemens & Halske.
В 1878 году «Кайзерхоф» стал местом проведения созванного Бисмарком Берлинского конгресса. С 1907 года серьёзную конкуренцию «Кайзерхофу» стал составлять отель «Адлон» на Парижской площади.
Отель «Кайзерхоф» был настолько популярен, что станция берлинской подземки, открывшаяся 1 октября 1908 года под площадью Вильгельмплац, получила также название «Кайзерхоф» (современное название станции — «Моренштрассе»).
Времена блеска «Кайзерхофа», когда в отеле останавливались государственные деятели и проводились пышные приёмы, вскоре бесследно канули в Лету с наступлением экономического кризиса в первые годы Веймарской республики.
В 1924 году гостиница была выкуплена компанией Aschinger AG, которая управляла также гостиницей «Балтик». «Кайзерхоф» продолжал оставаться убыточным и вверг концерн в финансовые трудности. Попытка продать «Кайзерхоф» государству в 1926 году не увенчалась успехом. В 1926 году в отеле «Кайзерхоф» была основана авиакомпания Deutsche Luft Hansa Aktiengesellschaft, объединившая транспортную группу Deutsche Aero Lloyd (DAL) и авиапромышленный концерн Junkers Luftverkehr.
В 20-е годы XX века правление «Кайзерхофа» симпатизировало правым националистическим течениям и открыло двери гостиницы группировкам, составлявшим оппозицию Веймарской республике. Внешним проявлением этой приверженности стали не чёрно-красно-золотые, а чёрно-бело-красные знамёна Германской империи, размещённые на фасаде гостиницы. В то же время гостиница привечала под своей крышей либерально-буржуазный клуб SeSiSo, из которого позднее выделился антинацистский «кружок Зольфа». Виктория фон Дирксен, вторая супруга дипломата Виллибальда фон Дирксена, устраивала в отеле по четвергам суаре «Национального клуба», в которых принимал участие Адольф Гитлер. В 1931 году в своём номере в гостинице «Кайзерхоф» Гитлер проводил встречу с крупными промышленниками Германии. В 1932 году Гитлер окончательно переехал в «Кайзерхоф». Здесь разрабатывалась и координировалась его предвыборная кампания. Верхний этаж «Кайзерхофа» занял временный штаб НСДАП.
Для участия в выборах рейхспрезидента Гитлеру требовалось германское гражданство. Праздничная церемония вступления в гражданство Германии также состоялась в «Кайзерхофе»: на несколько дней Гитлер был назначен правительственным советником Брауншвейга и таким образом получил гражданство Германии.
В отеле проживали и другие политические деятели национал-социализма. В апреле 1935 года в «Кайзерхофе» состоялась пышная свадьба Германа Геринга с его второй женой Эмми Геринг. Мемуары Йозефа Геббельса, посвящённые «годам борьбы» национал-социалистов за власть, вышли под двусмысленным названием «От „Кайзерхофа“ (нем. Kaiserhof — „императорский двор“) до рейхсканцелярии (нем. Reichskanzlei — „имперская канцелярия“)» (фактически для этого лишь надо перейти площадь Вильгельмплац).
В ноябре 1943 года в «Кайзерхоф» попало несколько британских бомб, полностью разрушивших гостиницу. На месте отеля «Кайзерхоф» в 1974 году было построено здание посольства КНДР в ГДР. С момента восстановления дипломатических отношений между ФРГ и КНДР в 2001 году в этом здании вновь расположилось посольство Северной Кореи.